# Centrophenoxin
Centrophenoxin (auch Meclofenoxat) ist ein Carbonsäureester des Dimethylaminoethanols. Als Säurekomponente tritt eine substituierte Phenoxyessigsäure, die 4-Chlorphenoxyessigsäure, auf.
Es ist ein nicht mehr zugelassenes Medikament zur Behandlung der Symptome von seniler Demenz und Alzheimer-Krankheit. Eine Reduktion des altersbedingten Abbauproduktes Lipofuszin wurde nur im Tierversuch vermutet. Die Substanz steht in Deutschland auf der Liste der Substanzen, deren Ausfuhr überwacht wird, da sie potentiell zur Herstellung von Chemiewaffen eingesetzt werden kann.

## Nebenwirkungen
Einschlafstörungen, Verwirrtheit